# La morte corre sul fiume (romanzo)
La morte corre sul fiume (The Night of the Hunter) è un romanzo noir del 1953 bestseller di Davis Grubb. Il regista Charles Laughton nel 1955 ne trasse il film omonimo.
La narrazione si basa sulla vera storia di Harry Powers, giustiziato nel 1932 per l'omicidio di due vedove e tre bimbi a Quiet Dell (Virginia Occidentale). È significativo il fatto che la pena di morte sia stata eseguita nel penitenziario di Moundsville, città natale di Grubb, dove l'autore viveva al momento dell'esecuzione.

## Trama
Ben Harper viene condannato alla pena di morte per una rapina a mano armata in cui sono rimasti uccisi due uomini. Prima di essere arrestato ha però rivelato al figlio maggiore, John, dove si trova la refurtiva di 10000 $ che il bimbo ha poi nascosto all'interno della bambola di pezza della sorellina Pearl. Ben si ritrova in cella con un sedicente reverendo, lo psicopatico Harry Powell. Successivamente Harper viene giustiziato e il pastore esce di prigione. Powell inizia a corteggiare l'ingenua Willa Harper, vedova di Ben Harper, e la donna, dopo qualche tempo, accetta di sposarlo. Willa non sa assolutamente nulla riguardo al denaro, perciò il falso predicatore una sera si libera di lei, pugnalandola a morte. L'uomo ha ormai capito perfettamente che il bottino è nelle mani dei due bambini, i quali, disperati e terrorizzati, fuggono insieme. Inseguiti da Powell a cavallo, iniziano a discendere il fiume su una barca.
John e Pearl trovano riparo presso Rachel Cooper, proprietaria di una fattoria, nota nella regione per accogliere numerosi orfani sotto il proprio tetto. Tuttavia, Harry riesce e scovarli e, una notte, penetra nella casa della signora Cooper, armato di coltello e intenzionato a prendersi i soldi. Ma Rachel riesce e provocare la fuga del folle predicatore, sparando un colpo di fucile. Il mattino seguente, Harry viene arrestato dalla polizia.
In seguito all'incarcerazione di Harry, il piccolo John, in preda a uno shock post-traumatico, dopo tutti quei mesi passati a fuggire da un serial killer, sembra dimenticare parte del suo passato, accettando Rachel e la sua fattoria come la propria, nuova vita.